# Harvey McLane
Pour les articles homonymes, voir McLane.
Harvey McLane (né le 10 juin 1949) est un fermier et un homme politique provincial canadien de la Saskatchewan. Il représente la circonscription d'Arm River à titre de député du Parti libéral de la Saskatchewan de 1995 à 1999.